# 프랑스령 폴리네시아
프랑스령 폴리네시아(프랑스어: Polynésie française 폴리네지 프랑세즈[*], 타히티어: Porinetia Farani 포리네티아 파라니)는 오세아니아의 폴리네시아에 있는 프랑스의 자치령이다. 약 2,000km² 넓이의 남태평양 해역에 걸쳐 121개 섬과 환초로 구성되어 있다. 면적은 3,521km², 인구는 278,786명 (2022년 인구총조사 기준)이며, 이 가운데 20만여 명은 소시에테 제도, 나머지 인구는 남은 섬들에 고루 분포하여 거주하고 있다.
프랑스령 폴리네시아는 크게 소시에테 제도, 투아모투 제도, 강비에 제도, 마르키즈 제도, 오스트랄 제도의 다섯 제도로 분류되며, 2017년 기준으로 전체 121개 섬 가운데 사람이 사는 섬은 75개 섬에 달한다. 소시에테 제도의 타히티섬은 최다 인구수를 자랑하는 섬으로 전체 인구의 69%가 거주하고 있으며, 타히티섬의 도시 파페에테는 프랑스령 폴리네시아의 수도이기도 하다. 2007년까지는 클리퍼턴섬도 프랑스령 폴리네시아에 속해 있었다.
먼 옛날 폴리네시아인들의 수백년에 걸친 이주로 사람이 처음 정착하게 되었다. 18세기부터 유럽에서 온 탐험가들이 폴리네시아를 탐사하였으며, 무역상과 포경선도 계속해서 방문하게 되었다. 1842년 프랑스가 이들 섬을 장악하고 보호령으로 삼는 동시에 '프랑스령 오세아니아'(Établissements français d'Océanie (EFO))로 이름하였다.
1946년 프랑스 제4공화국 시절 프랑스령 오세아니아는 그 지위가 해외 영토로 전환되었으며 지역 주민들에게는 시민권이 부여되며 참정권을 행사할 수 있게 되었다. 1957년 지역 명칭을 지금의 '프랑스령 폴리네시아'로 변경하였으며, 1983년 지역개발기구인 태평양 공동체에 정회원으로 가입하였다. 2003년 3월 28일 프랑스 헌법 74조 개정에 따라 프랑스 공화국의 '해외 집합체'로 지위가 변경되었으며 2004년 2월 27일에는 관련법 제정으로 비로소 자치령이 되었다. 이때부터 프랑스령 폴리네시아는 프랑스령 폴리네시아 대통령이란 자치수장을 지니게 된 동시에 '해외 국가'라는 특별 지위가 부여되었다.

## 역사

### 정착과 탐험

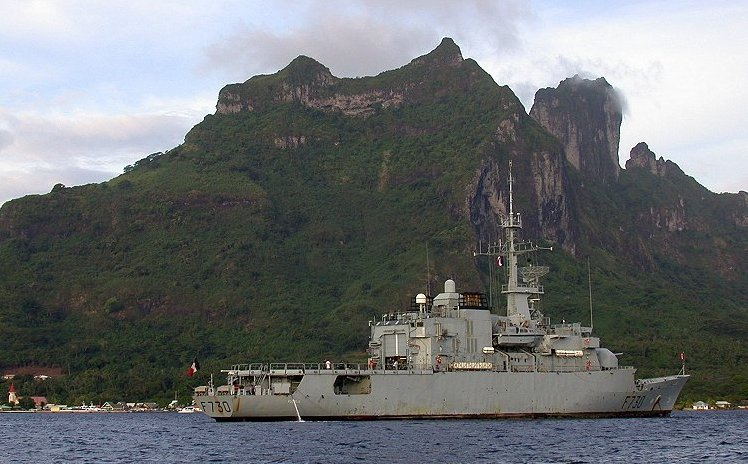
2002년 11월 보라보라섬에 정박한 프랑스 해군의 플로레알 호위함.

인류학, 고고학계에서는 기원전 1500년경 오스트로네시아족들이 남태평양 일대에 정착할 만한 섬을 찾아 대규모 이동을 벌인 것으로 보는데, 이를 '폴리네시아인의 대이주'라고 칭한다. 프랑스령 폴리네시아에 처음으로 사람이 정착한 것은 기원전 200년경 마르키즈 제도 일대였다. 서기 300년경에는 폴리네시아인들이 남서쪽으로 진출하여 지금의 소시에테 제도를 처음 발견한 것으로 알려져 있다.
유럽 탐험가들이 폴리네시아를 처음 발견한 것은 1521년 포르투갈 참험가 페르디난드 마젤란에 의해서였다. 당시 스페인 국왕의 지원으로 세계 일주에 나섰던 마젤란은 오늘날 투아모투-강비에에 속한 푸카푸카섬을 처음 발견하였다. 1606년에는 스페인 탐험가 페드로 페르난데스 데 케이로스가 폴리네시아 일대를 항해하던 와중에 섬을 발견하고 '사히타리아' (Sagitaria)란 이름을 붙였는데, 이곳은 지금의 타히티섬 남동부에 위치한 레카레카섬으로 추정된다. 1722년에는 네덜란드 서인도 회사의 후원으로 탐험에 나선 야코프 로헤베인이 투아모투 제도의 6개 섬과 소시에테 제도의 2개 섬의 위치를 처음으로 기록하였다. 보라보라섬이 문헌에 처음 기록된 것도 로헤베인에 의해서였다.
1767년 영국 탐험가 새뮤얼 월리스가 유럽인으로는 처음으로 타히티섬에 발을 내디뎠다. 이듬해 1768년에는 프랑스 탐험가 루이 앙투안 드 부갱빌, 1769년에는 영국 탐험가 제임스 쿡이 타히티섬을 찾았다. 이곳에서 금성의 통과 현상의 관측 임무를 수행한 제임스 쿡은 1773년 2차 탐험을 진행하던 와중에 다시 한번, 1777년 3차 탐험 당시 또 한번 타히티섬을 찾았으며, 그 직후 하와이섬으로 향했다가 죽음을 맞이했다.
1772년 스페인 페루 부왕령의 돈 마누엘 데 아마트 총독으로부터 타히티를 정복하라는 명을 받은 도밍고 데 보네체아는 타히티섬 외에 본 섬들을 모두 탐험한 최초의 유럽인이 되었다. 1774년에는 스페인 정착촌이 세워졌으나 오래가지는 못했다. 이 시절에 제작된 지도 가운데에는 아마트 총독의 이름을 따서 '아마트섬' (Isla de Amat)라는 이름이 붙기도 하였다. 스페인의 정복시도와 함께 타히티섬에 머물던 선교사들은 현지 주민들에게 기독교를 전파하고자 하였으며, 1797년에는 런던 선교회의 개신교 신자들이 폴리네시아에 영구 정착하게 되었다.

### 프랑스의 식민지
1803년에는 타히티 국왕 포마레 2세가 모오레아로 피신하였는데 이 때 유럽인들과의 접촉을 계기로 1812년 기독교로 개종하였다. 1834년에는 프랑스 선교단이 타히티섬에 도착하였는데, 1836년에 추방되어 1838년 프랑스 측에서 군함을 보내 무력시위를 벌였다. 1842년에는 선교사들의 포교 활동을 보장한다는 명목으로 타히티섬과 타후아타섬을 프랑스 보호령으로 선포하였다. 1844년에는 프랑스-타히티 전쟁이 발발하였으며, 1847년 영국과의 자르나크 조약 체결로 종결되었다.
1880년 프랑스는 타히티섬 일대 제도를 합병하였으며 그 지위도 보호령에서 식민지로 격하하였다. 타히티섬의 식민지화 이후로도 한동안 프랑스가 폴리네시아 일대를 통으로 다스리지는 않았는데, 앞서 체결된 자르나크 조약으로 라이테이아섬, 후아힌섬, 보라보라섬은 어느 강대국에도 속하지 않은 독립국이며 어느 한 족장이 전체 군도를 다스릴 수도 없다는 내용이 담겼기 때문이었다. 그러나 1888년 프랑스는 자르나크 조약을 파기하고 나머지 섬들도 병합하여 식민지로 삼았다. 이후 타히티섬 일대와 나머지 섬들을 하나로 묶는 1889년 프랑스 보호령으로 재수립되었다. 프랑스의 병합 조치에 반발한 원주민들의 저항으로 리워드 전쟁이 발발하여 1897년까지 이어졌다.
타히티섬 일대를 제외한 나머지 제도의 경우, 투아모투 제도는 포마레 왕조가 다스리고 있었으며 1880년대 들어 프랑스가 영유권을 주장하였으나 공식적으로 합병하지는 않았다. 마르키즈 제도는 1842년 타후아타섬 보호령 선포를 계기로 제도 전체를 프랑스령으로 인식하고 있었다.  리마타라섬과 루루투섬은 1888년 영국의 보호령이 되기 위한 접촉에 나섰으나 실패로 돌아가고 1889년 프랑스에 병합되었다.
폴리네시아 영토 확보를 마친 프랑스는 식민지 관리에 나섰다. 1843년에는 타히티섬에 수도 파페에테가 건설되었으며, 1885년 총독을 임명하고 총의회를 설립하여 식민지에 걸맞은 행정권을 부여하였다. 1892년에는 우표를 처음 발행하였다. 이 당시 식민지의 명칭은 '오세아니아 영토'(Établissements de l'Océanie)였는데, 1903년 총의회를 총독 자문위원회로 전환하고 명칭도 '프랑스령 오세아니아'(Établissements Français de l'Océanie)로 바꾸었다.
1940년 제2차 세계 대전 당시 프랑스령 폴리네시아 정부는 자유 프랑스군을 승인하고 나치 독일과의 항전에 나섰으며 많은 폴리네시아인들이 참전하였다. 같은해 9월 16일에는 일본 제국의 고노에 내각이 전후 일본 직할령으로서 '동태평양 총독부'를 설정하고 프랑스령 폴리네시아를 복속한다는 계획을 천명하였다. 그러나 이 사실은 프랑스와 폴리네시아 사람들에게 알려지지 않았으며, 일본은 태평양 전쟁을 일으켜 각지 공략에 나선 와중에도 프랑스령 폴리네시아의 점령을 실현시키지 못하고 패전하였다.

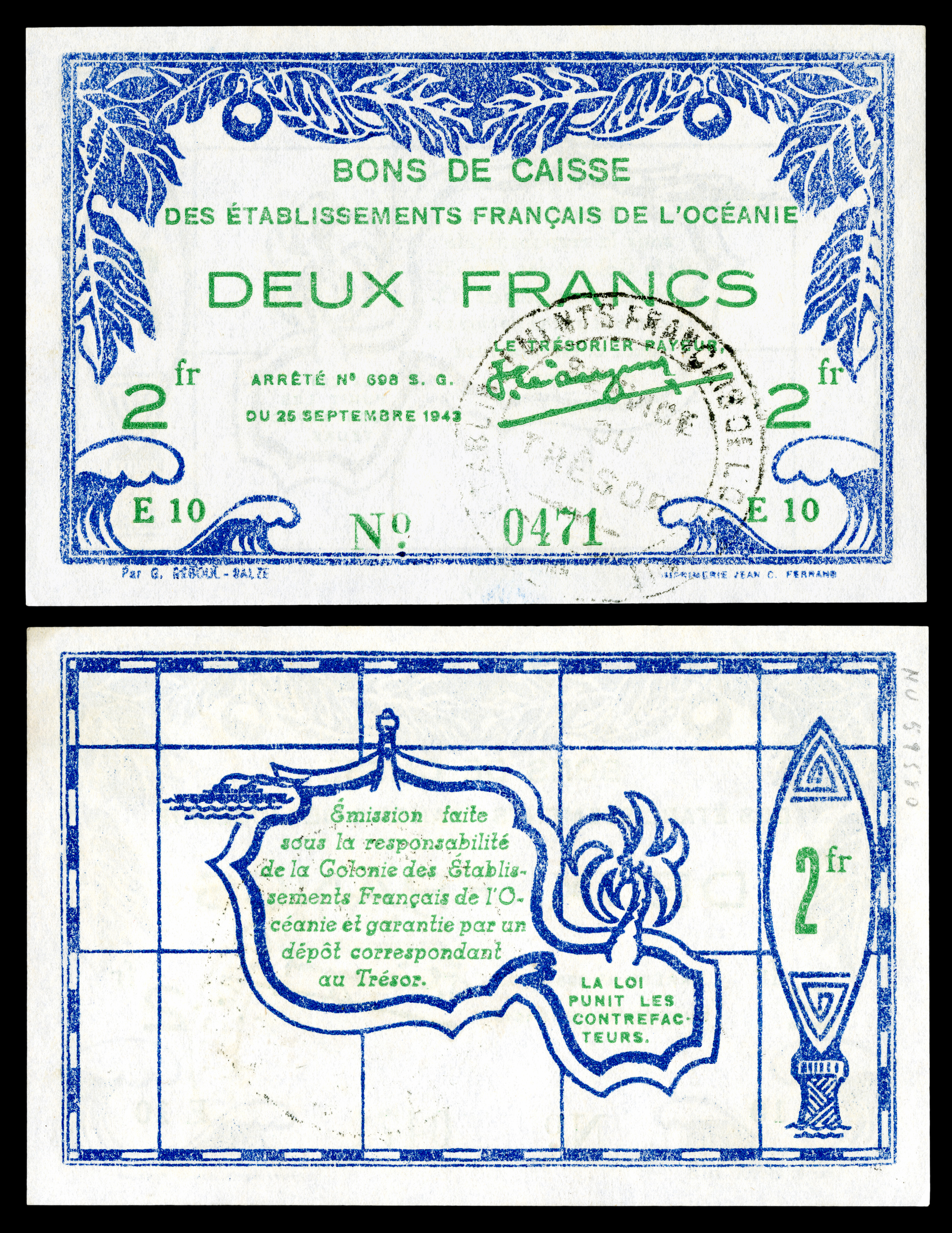
1943년 제2차 세계 대전 당시 프랑스령 오세아니아에서 긴급 발행된 2프랑 지폐. 파페에테에서 발행되었으며 뒷면에는 타히티섬의 해안선을 묘사하였다.

### 프랑스의 자치령
1946년 프랑스령 폴리네시아의 지위를 '해외 영토'로 변경, 주민들에게 프랑스 시민권을 부여하였다. 1957년에는 명칭도 '프랑스령 폴리네시아'(Polynésie Française)로 변경하였다. 1977년에는 부분 자치권을 부여받았고 1984년에는 자치권 확대 조치가 내려졌다. 2003년에는 완전한 해외 자치령이 된 데 이어, 2004년 '해외 국가'라는 최상위 특급 지위를 부여받은 동시에 자치수반으로 대통령을 선출할 수 있게 되었다.
1962년 알제리 독립으로 그곳에 있던 핵실험장을 사용할 수 없게 되자, 프랑스 당국은 투아모투 제도의 모로로아 환초를 새로운 핵실험장으로 선정하여 1974년부터 지하 핵실험을 실시하였다. 1980년대까지 활발히 진행되던 핵실험은 90년대에 이르러 비판적인 시각과 함께 철폐 논의에 들어갔으나, 1995년 9월 3년간의 유예 끝에 팡가타우파 환초에서 핵실험을 강행하여 반대파들의 거센 시위에 직면하였다. 결국 1996년 1월 27일 마지막 핵실험을 실시한 프랑스는 1월 29일 포괄적 핵실험 금지 조약에 서명하고 더 이상 핵실험을 실시하지 않겟다고 공언하였다.
2013년 프랑스령 폴리네시아가 유엔 비자치 영토 목록에 다시 등재되었다. 이로서 프랑스령 폴리네시아는 자체 독립 국민투표를 실시할 경우 유엔의 지원을 받을 수 있게 되었다. 비자치 영토 재승인은 폴리네시아 각계 인사, 태평양 교단 평의회, 평화와 자유를 위한 국제여성연맹, 멜라네시아 선봉회 등의 시민단체들의 지지에 힘입어 이루어졌다.

## 지리

프랑스령 폴리네시아 전도

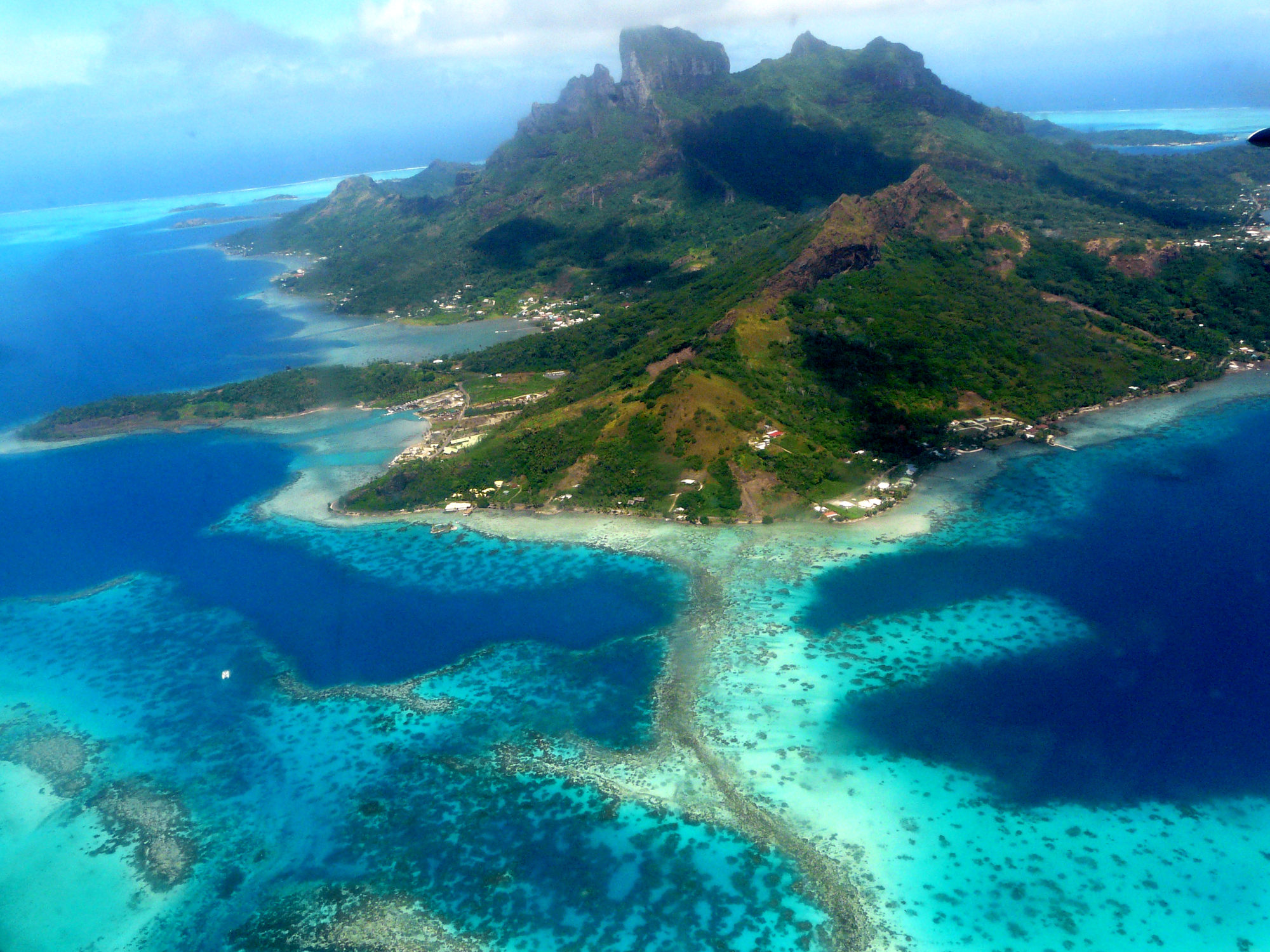
보라보라섬

프랑스령 폴리네시아는 크게 5개의 제도로 분류돈다. 그 제도들은 소시에테(Société), 투아모투(Tuamotu), 마르키즈(Marquises), 오스트랄(Australes), 강비에(Gambier)이며, 이 5개의 제도에 118개의 섬이 자리하고 있다. 그리고 해상으로 4백만평방킬로미터로 되어 있어 유럽 전체 넓이에 비교될 정도이다.

### 소시에테 제도
소시에테 제도는 프랑스령 폴리네시아의 수도인 파페에테가 위치한 타히티섬이 위치한 곳이기도 하며 관광지로서 유명한 보라보라섬이 위치한 곳이기도 하다.

### 투아모투 제도
투아모투 제도는 타히티섬의 북쪽에 위치해있으며 1497㎞에 걸쳐 77개의 산호섬으로 이루어져 있으며 중심지는 랑이로아 환초이다. 관광으로는 다이빙이 유명하다.

### 강비에 제도
강비에 제도는 타히티섬부근에서 남동쪽으로 1600㎞가량 떨어져 있으며 프랑스령 폴리네시아에서 가장 인구밀도가 낮은 지역이다. 또한, 중심지는 망가레바(Mangareva)이다.

### 마르키즈 제도
마르키즈 제도는 타히티섬부근에서 북동쪽으로 1500㎞가량 떨어져 있으며 12개의 섬으로 이루어져 있으며 유인도는 그중 6개이다. 그리고 마르키즈 제도의 히바오아섬(Hiva Oa)에는 폴 고갱과 자크 브렐이 머물며 지냈고 두명 모두가 칼비아르 묘지(the Calvaire cemetery)에 안장되었다. 또한, 중심지는 누쿠 히바(Nuku Hiva)이다.

### 오스트랄 제도
오스트랄 제도는 타히티섬부근에서 남쪽으로 600㎞가량 떨어져 있으며 프랑스령 폴리네시아의 최남단에 위치한 지역이다. 7개의 섬이 위치해 있으며 그중 유인도는 5개이고 4개의 섬만이 항공편이 존재한다. 서쪽의 투부아이 제도와 동남쪽의 바스 제도로 구성되어 있다. 중심지는 투부아이(Tubuai)이다.

## 행정 구역

프랑스령 폴리네시아의 행정구역도. 총 5개 행정구역, 48개 코뮌이 설치되어 있다.

프랑스령 폴리네시아는 총 다섯 가지 행정 구역(subdivisions administratives)으로 구성되어 있으며, 타히티섬에 위치한 파페에테를 수도로 삼고 있다.
- 마르키즈 제도(les îles Marquises / la subdivision administrative des îles Marquises)
- 수르방 제도(les îles Sous-le-Vent / la subdivision administrative des îles Sous-le-Vent) - 지리적으로 소시에테 제도의 일부이며, 영어로는 '리워드 제도' (Leeward Islands)라고 부른다.
- 방 제도(les îles du Vent / la subdivision administrative des îles du Vent) - 지리적으로 소시에테 제도의 일부이며, 영어로는 윈드워드 제도 (Windward Islands)라고 부른다.
- 투아모투-강비에 제도(les Îles Tuamotu-Gambier / la subdivision administrative des îles Tuamotu-Gambier) - 투아모투 제도와 강비에 제도를 아우르는 행정 구역.
- 오스트랄 제도(les îles Australes / la subdivision administrative des îles Australes)

행정 구역이라고는 하지만 지방의회를 따로 두고 있지는 않으며, 프랑스 본토의 행정구역으로서 분권화가 되어 있는 상태일 뿐인 것으로 취급된다. 각 행정구역의 수장은 국가행정관 (administrateur d'État)이라 칭하는데 평소에는 '행정관'(administrateur)으로 칭하며 이따금씩 '행정구역 수장'(chef de la subdivision administrative)이라고도 부른다. 행정관은 수도 파페에테에 주재하는 프랑스 공화국의 프랑스령 폴리네시아 고등판무국에 속한 공무원 신분으로 존재한다.
마르키즈 제도, 수르방 제도, 투아모투-강비에 제도, 오스트랄 제도의 4개 행정구역에는 하위 자치구역으로 '지구' (circonscriptions)를 두고 있다. 지구의 수장은 '영토행정관' (territorial administrator)이며 흔히 타히티어로 '타바나 하우' (tavana hau)라 불린다. 타바나 하우는 자치공화국 수장인 프랑스령 폴리네시아의 대통령의 직속 대변인으로서 대통령 본인이 직접 임명한다. 방 제도의 경우 수도 파페에테와 인접해 있다는 이유로 따로 자치 행정구역을 두고 있지는 않다.
5개 행정구역은 다시 한번 48개 코뮌 (communes)으로 분할된다. 프랑스 본토의 코뮌과 마찬가지로 현지 주민들은 프랑스나 유럽연합 시민권자인 경우 시의회와 시장을 선출하여 지역 현안을 다루도록 하는 자치권을 보장받고 있다. 시장 선거도 프랑스 본토와 마찬가지로 6년에 한번씩 치러진다.

## 정치
프랑스 자치령이자 자치 공화국이다. 총리 제도는 없다.

## 인구
2002년의 국세조사에 의하면 총인구 24만 5405명 가운데 83%가 폴리네시아인, 12%가 유럽인, 5%가 동아시아인이다. 또, 전인구의 69%가 타히티에서 생활하고 있다. 수도 파페에테의 도시권은 12만 7635명의 주민이 거주하고 있다.
| 연도 | 인구   | ±% p.a. |
| ---- | ------ | ------- |
| 1907 | 30,600 | —       |
| 1911 | 31,900 | +1.05%  |
| 1921 | 31,600 | −0.09%  |
| 1926 | 35,900 | +2.58%  |
| 1931 | 40,400 | +2.39%  |
| 1936 | 44,000 | +1.72%  |
| 1941 | 51,200 | +3.08%  |
| 1946 | 58,200 | +2.60%  |
| 1951 | 63,300 | +1.48%  |
| 1956 | 76,323 | +3.64%  |
| 1962 | 84,551 | +1.75%  |

| 연도 | 인구    | ±% p.a. |
| ---- | ------- | ------- |
| 1971 | 119,168 | +4.25%  |
| 1977 | 137,382 | +2.31%  |
| 1983 | 166,753 | +3.04%  |
| 1988 | 188,814 | +2.57%  |
| 1996 | 219,521 | +1.90%  |
| 2002 | 245,516 | +1.83%  |
| 2007 | 259,596 | +1.17%  |
| 2012 | 268,270 | +0.66%  |
| 2017 | 275,918 | +0.57%  |
| 2022 | 278,786 | +0.21%  |

|  | 기술적 문제로 인해 그래프를 일시적으로 사용할 수 없습니다. 파브리케이터와 미디어위키 위키에 더 자세한 정보가 있습니다. |

## 언어
프랑스령 폴리네시아의 토착언어는 폴리네시아어다. 프랑스령 폴리네시아는 먼 옛날부터 다양한 언어를 사용해 왔으며 각 공동체마다 고유의 억양이나 방언을 지니고 있었다. 이들 방언들을 상호 의사소통 가능 여부로 분류할 시, 타히티어, 투아모투아어, 라파어, 오스트랄어, 북마르키즈어, 남마르키즈어, 망가레바어의 7가지 언어로 구분된다. 이들 가운데 투아모투아어처럼 여러 방언이 모여서 만들어진 방언연속체인 것들도 있다. 언어와 방언의 구분은 몹시 어려운 것으로 알려져 있기에, 이들 언어를 같은 언어의 방언으로 취급하는 경우도 있고, 별개의 언어로 보는 경우도 있다. 이 때문에 북마르키즈어와 남마르키즈어는 마르키즈어라는 하나의 언어로 묶이고, 라파어는 오스트랄어에 속한 것으로 보는 경우가 많다. 또 라이바바에어를 이들과는 별개의 언어로 취급하는 시각도 있다.
프랑스령 폴리네시아의 공용어는 프랑스어이다. 1996년 4월 12일 제정된 기본법에는 "프랑스어를 공용어로 하며, 타히티어나 그 외 폴리네시아 언어들을 사용할 수 있다"고 규정되어 있다. 2017년 인구총조사 자료에 따르면 15세 이상 인구 가운데 총 73.9%가 가정에서 프랑스어를 제1언어로 사용하는 것으로 조사됐다. 20.2%는 타히티어를, 2.6%는 마르키즈어를, 0.2%는 망가레바어를 제1언어로 사용하였고, 1.2%는 오스트랄어 계열 언어를, 1.0%는 투아모투아어를, 0.6%는 중국어 (이 중 41%는 하카어)를, 0.4%는 기타 언어 (이 중 절반 이상은 영어)를 사용하는 것으로 나타났다.
한편 15세 이상 인구 가운데 프랑스어를 말하고 읽고 쓸 수 있는 사람은 95.2%에 달했으며, 프랑스어를 전혀 모르는 사람은 1.3%에 불과한 것으로 조사되었다. 이와 동시에 폴리네시아 언어를 조금이나마 알고 있는 사람은 86.4%인데 반해, 폴리네시아 언어를 아예 모르는 사람은 13.5%에 달하는 것으로 조사됐다.

## 종교
토착 종교가 존재하며, 프랑스의 영향으로 기독교, 로마 가톨릭교회도 꽤 있다.

## 경제
열대과일이 수입의 절반을 차지한다.

## 문화
라이아테아섬에는 2017년에 유네스코 세계문화유산으로 선정된 타푸타푸아테아 마라에(Taputapuātea marae)가 위치해 있다.

## 요리
프랑스령 폴리네시아의 요리는 빵나무의 열매나 우루(uru), 코코넛, 바나나 또는 페이(fe’i),타로(taro),타루아(tarua),우푀어(ufior),우마라(‘umara) 등의 뿌리채소가 사용된다. 폴리네시아의 전통 오븐인 아히마아(ahima’a)를 사용하여 과일, 채소, 돼지, 닭, 파파(fāfā), 포에(po’e)를 요리하기도 한다.

## 같이 보기
- 프랑스 식민제국
- 프랑스의 식민지 목록